# Дача Левенсона
Дача Левенсо́на — бывшая дача жены книгоиздателя Александра Левенсона Софьи Левенсон, одна из достопримечательностей Ново-Переделкина. Построена в 1900 году, является одним из немногих сохранившихся деревянных сооружений Фёдора Шехтеля — дом, украшенный башенкой со сказочным петушком. Здание является родоначальником национально-романтической ветви модерна в русской архитектуре.

## История
В конце XIX века Левенсон предложил Фёдору Шехтелю выполнить проект его дачи, которое Шехтель принял. В то время Шехтель уже отошёл от увлечения готикой и пытался найти свой «русский стиль» в архитектуре.
Здание построено в 1900 году на возвышенности, среди зелени, над рекой, а за прибрежными зарослями ольхи — купола Преображенской церкви. В 1901 году на Международной выставке в Глазго Шехтелем было сооружено несколько «теремков-павильонов», напоминающих проект в Переделкине.
После революции до 1980-х годов на даче жили по 8—12 семей. В годы перестройки домик пустовал и нуждался в реставрации, которая была произведена Главным управлением охраны памятников в 1994—1997 годах.
Бывшая резиденция посла Сирии, находится на закрытой территории. К зданию можно попасть с экскурсией, но внутрь попасть нельзя: экскурсия ограничивается только осмотром снаружи. В доме существует комнатка с документами, повествующими о его истории и судьбе.
В 2012 году дача Левенсона стала предметом охраны как объект культурного наследия федерального значения «Дача Левенсона, 1900-е годы, арх. Шехтель Ф. О.», расположенный по адресу: г. Москва, Чоботовский проезд, д. 4, стр. 1, принятый на государственную охрану Указом Президента Российской Федерации от 20 февраля 1995 г. № 176 «Об утверждении перечня объектов исторического и культурного наследия федерального (общероссийского) значения», границы территории и правовой режим использования земельных участков которого утверждены приказом Федеральной службы по надзору за соблюдением законодательства в области охраны культурного наследия от 28 декабря 2010 г. № 469, согласно приложению.
В мае 2020 года здание площадью 412,7 м² выставлено на торги.